# 刘芳震
刘芳震（1962年3月—），湖北鹤峰人，土家族，中国共产党党员。中华人民共和国政治人物、第十三届全国人民代表大会湖北省代表。

## 生平
2018年，刘芳震被选为湖北省出席第十三届全国人民代表大会代表，任期5年。
2023年1月，出任湖北省人大财政经济委员会主任委员。